# Licaria brittoniana
Licaria brittoniana är en lagerväxtart som beskrevs av C. K. Allen & L. E. Gregory. Licaria brittoniana ingår i släktet Licaria och familjen lagerväxter. Inga underarter finns listade i Catalogue of Life.